# 大渔村王氏宗祠
大渔村王氏宗祠 ，位于湖南省衡阳市衡南县栗江镇大渔村，是全国重点文物保护单位。

## 历史
大渔村王氏宗祠，始建于北宋嘉祐六年（1061年），明朝永乐年间修复。清朝雍正、乾隆、光绪年间历经维修。
1996年，湖南省政府公布大渔村王氏宗祠为省级文物保护单位。